# قلعة المرقب (السعودية)
قلعة المرقب أو حصن مُنِيخ هو قلعة تقع في مدينة المجمعة وتم تشييدها عام 830 هـ على جبل مُنِيْخ في  محافظة المجمعة.

## تاريخ المرقب
بعد أن نشأت المجمعة على يد عبد الله بن سيف الشمري تداعى الأمر إلى حماية مدينة المجمعة، فأنشئ برج منيخ عام 830 هـ كما ذكر عبد الله بن محمد بن خميس في كتابه.
وكذلك ذكر فهد بن إبراهيم العسكر في كتابه التسمية والتأسيس وقائع وأحداث من تاريخ المجمعة مماذكر. بدايات القرن التاسع الهجري وبالتحديد في سنة (820 هـ) عندما أسسها (عبد الله الشمري) وأخذت المجمعة تدخل مسرح الأحداث، وتتجاذبها القوى المسيطرة في المنطقة آنذاك، مما استلزم بناء قلعتها(منيخ) على يد مؤسسها في سنة (830هـ).
وقد انحصر في زماننا الأخير في الجبل المطل على مدينة المجمعة من الجهة الغربية، وعلى هذا الجبل قلعة مُنِيْخ غرب المدينة وارتفاع برجها (المرقب) في حدود أحد عشر متراً.

## بناء المرقب

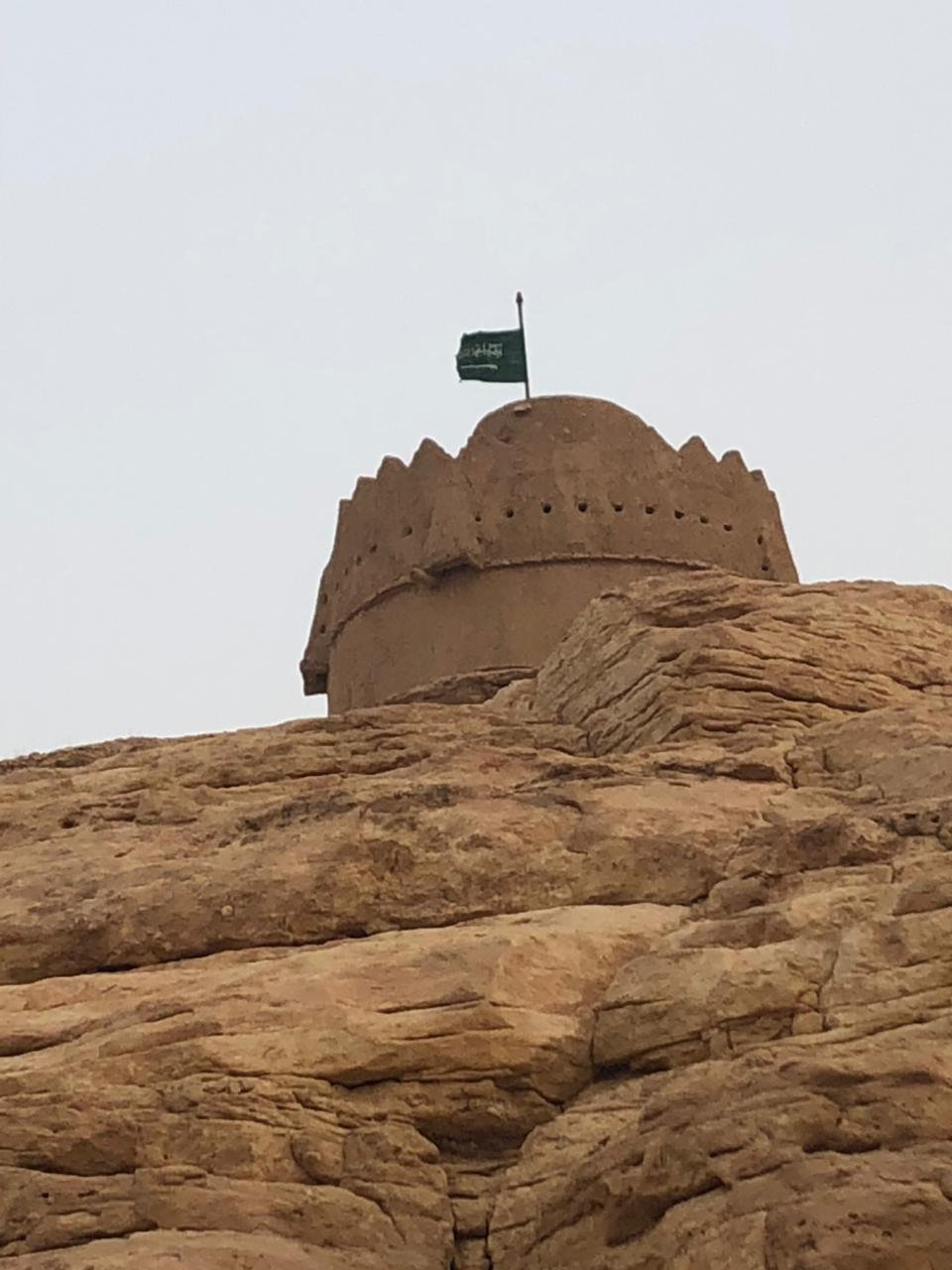

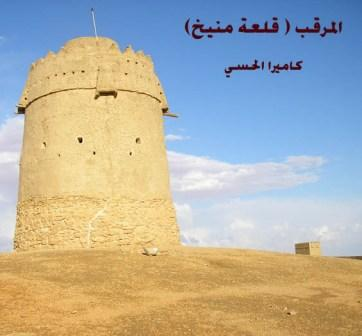

وهو على شكل دائري مخروطي الشكل يضيق اتساعه إلى الأعلى، وهو مكوّن من برجين أحدهما داخل وبينهما سلم على شكل حلزوني. وبني أسفل الحصن من الحجارة إلى ارتفاع مترين تقريباً ثم استخدم في البناء بعد ذلك اللبن المصنوع من الطين في قوالب معينة. وإلى الجنوب من هذا البرج يوجد برج آخر مربع الشكل وأصغر حجماً، كما يوجد برج أصغر منهما إلى الغرب ويحيط بالقلعة سور فوق الجبل يرتبط بالسور المحيط بالبلد قديماً مبني من الطين والحجارة.

### وصف البرج من الداخل
يؤدي المدخل إلى الدرج مباشره وهو سلم يتكون من (12) درجة من الحجارة، تبدأ من المدخل وتنتهي عند قمته والممر يعرض ما بين 1.10 م إلى 1.40 م وهو برج مخروطي الشكل يفصل بين البرجين الداخلي والخارجي سلم لولبي يلتف حول البرج الداخلي الذي يتألف من الحجارة والحصى، ويستخدم للاستطلاع عن العدو، لأنه يكشف ماحوله بوضوح. وسقف يختلف ففي أوله يصل 2.60م وفي الوسط 3.80 م وعند السطح 3.40م صورة لدرج من الداخل ويوجد مدخل صغير يودي هذا المدخل إلى البرج الوسط وهو شبه دائري بمحيط 10.36 م وارتفاع 3.60 م وفي السطح يتوسطه غرفة صغيرة بارتفاع 2.60 م ومحيط 9.5 م.

## الأهمية التاريخية
كان المرقب يستخدم قديماً لتمركز الرماة والمراقبة وقت الحرب، كانت تستخدم غرفه للذخيرة وبعد التوحيد أصبح يستخدم لمراقبة السيول والقوافل التجارية، تم ترميمه في عام 1417 هـ، وأصبح أحد أهم معالم المدينة.

## بعض أبرز الأحداث التي مرت بقلعة منيخ
- حاصرها الإمام عبد العزيز بن محمد آل سعود عام 1183 هـ بينه وبين أهل المجمعة في مكان يقال له المكنس شمال غرب البلد.
- في عام 1188 هـ انضوت المجمعة تحت لواء الدعوة السلفية.
- في عام 1191 هـ سيطر الإمام سعود بن محمد على القلعة وعزل أمير المجمعة حمد بن عثمان آل سيف الشمري، وعين أخاه عثمان بن عثمان أول أمير بتعين.
- في عام 1193 هـ تعرضت لحصار شديد من مناوئي الدعوة بقيادة سعدون بن عريعر رئيس الأحساء إلا أنهم لم يتمكنوا من السيطرة عليها.
- دخلها الإمام تركي بن عبد الله عام 1238 هـ وعزل أمير المجمعة مزيد بن حمد بن عثمان آل سيف
- حاصرها الإمام عبد الله الفيصل عام 1299 هـ.
- انطلقت من عندها الجيوش التي التقت في حرب أم العصافير في عام 1301 هـ.
- حدثت على أسوارها حرب مطير عام 1325 هـ.
- زار الملك عبد العزيز المجمعة عام 1327 هـ وتفقد هذه القلعة.

قلعة جبل منيخ بالمجمعة تعد حصناً استراتيجياً ولذا تحرص القوى الغالبة على وضع السرايا والقوات في هذه القلعة لأن من سيطر عليها يسيطر على منطقة سدير من خلالها.
قال الشاعر على لسان مرقب منيخ في قصيدة (قديمه جدا) من احفاد عبد الله بن سيف اختطف منها هذه الأبيات:

## وصلات خارجية
- مرقـب «جبل منيخ».
- قلعة المرقب تعتلي قمة «منيخ» منذ 230 سنة.